# Jalakbar
Jalakbar (persiska: جلكبر, جَلَگبَر, چَلَگِه, چَلَكبَر, جَلَكبَری) är en ort i Iran.   Den ligger i provinsen Markazi, i den nordvästra delen av landet, 170 km väster om huvudstaden Teheran. Jalakbar ligger 1 772 meter över havet och antalet invånare är 155.
Terrängen runt Jalakbar är platt åt sydväst, men åt nordost är den kuperad.Runt Jalakbar är det ganska glesbefolkat, med 27 invånare per kvadratkilometer. Närmaste större samhälle är Yātān, 6,1 km nordväst om Jalakbar. Trakten runt Jalakbar består i huvudsak av gräsmarker.